# Mort d'un président
Ne doit pas être confondu avec La Mort du président.

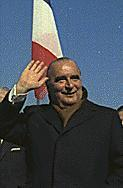
Georges Pompidou à Reykjavik, en 1973.

Mort d'un président est un téléfilm historique français, réalisé par Pierre Aknine et diffusé le 12 avril 2011 sur France 3. Il porte sur les derniers temps du mandat de Georges Pompidou, avant sa mort. Le Festival du film de télévision de Luchon lui a décerné le prix du meilleur scénario.

## Synopsis
En 1972, le président de la République française, Georges Pompidou, apprend qu'il est atteint d'une maladie rare, la maladie de Waldenström, une forme de leucémie qui va progressivement le condamner. De plus en plus affaibli, le chef de l'État refuse toutefois de limiter ses activités, malgré l'insistance de son épouse, Claude, qui ne supporte plus leur séjour à l'Élysée, et de leur fils, Alain.
Dans ce contexte, Pierre Juillet et Marie-France Garaud, deux conseillers parmi les plus influents du président, se rendent compte que ce dernier ne pourra vraisemblablement concourir à la prochaine élection présidentielle, prévue en 1976. Ils décident alors de « fabriquer » un homme d'État capable de se poser en digne hériter du gaullisme et du président sortant en la personne du prometteur ministre de l'Agriculture, Jacques Chirac. Cette stratégie n'a qu'un seul but : faire en sorte que Jacques Chaban-Delmas, promis aux plus hautes destinées, ne puisse être élu président de la République.
Pendant ce temps, la maladie ne cesse de progresser et les effets du traitement soumis à Pompidou laissent deviner que celui-ci semble effectivement très malade : le visage du chef de l'État est de plus en plus bouffi tandis que sa démarche se fait lourde et besogneuse. Mais le président, qui veut prouver à tous qu'il demeure encore le plus haut personnage de l'État, refuse que le secret de sa maladie soit dévoilé, et bientôt, la presse est associée à ce qui sera présentée comme un « mensonge d'État » : Pompidou serait atteint d'une simple « grippe » qui l'éreinte beaucoup.
Les intrigues associées au mal dont est atteint Georges Pompidou se poursuivront après la mort du président, qui survient le 2 avril 1974 : les conseillers Juillet et Garaud, faute d'avoir pu préparer Chirac à l'échéance présidentielle, le convainquent de s'associer au charismatique ministre de l'Économie et des Finances, Valéry Giscard d'Estaing. Celui-ci le désignerait alors Premier ministre en cas de victoire.

## Fiche technique
- Réalisateur : Pierre Aknine
- Scénario : Pierre Aknine et Gérard Walraevens
- Durée : 90 min
- Pays d'origine :  France
- Date de diffusion : 
  - 11 février 2011 au Festival du film de télévision de Luchon
  - 12 avril 2011 sur France 3
  - 2 novembre 2013 sur France 3

## Distribution
- Jean-François Balmer : Georges Pompidou
- André Marcon : Pierre Juillet
- Florence Muller : Marie-France Garaud
- Évelyne Buyle : Claude Pompidou
- Manuel Blanc : Alain Pompidou
- Samuel Labarthe : Jacques Chirac
- Cyrille Eldin : Édouard Balladur
- Xavier de Guillebon : Valéry Giscard d'Estaing
- Laurent Bateau : Michel Jobert
- Jean-Luc Porraz : Michel Debré
- Alain Fromager : Jacques Chaban-Delmas
- Daniel Mesguich le directeur de l'ORTF
- Guillaume Marquet : Antoine Donche
- Fannie Outeiro : l'infirmière